# 洛嬪

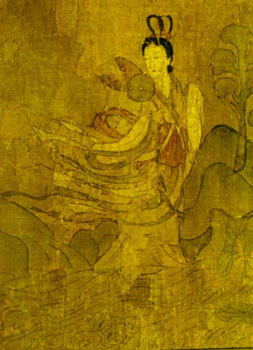
『洛神賦図』（顧愷之、960年 - 1279年）

洛嬪（らくひん）は、古代中国の伝説に出てくる伏羲氏の娘であり、水と川を司る洛水の女神。黄河の神・河伯の妻。黄河にそそぐ川の一つ・洛水（らくすい）と伊川（いせん）が合流するあたりに住んでいる。後に后羿（こうげい）が洛嬪を奪って結婚したという伝説もある。 
「洛神（らくしん）」、「宓妃（ふっぴ）」とも呼ばれる。
『路史』国名紀によると、洛氏は有洛氏とも呼ばれたという。